# 1894 en mathématiques
| Années des mathématiques : 1891 - 1892 - 1893 - 1894 - 1895 - 1896 - 1897    |
| Décennies des mathématiques : 1860 - 1870 - 1880 - 1890 - 1900 - 1910 - 1920 |

Cet article présente les faits marquants de l'année 1894 en mathématiques.

## Naissances

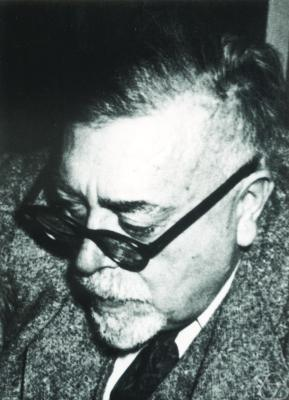
Norbert Wiener

- 1er janvier : Giuseppe Gherardelli (mort en 1944), mathématicien italien.
- 27 janvier : Václav Hlavatý (mort en 1969), mathématicien et physicien théoricien tchèque, puis américain.
- 9 avril :
  - Cecilia Krieger (morte en 1974), mathématicienne polonaise.
  - Alfred Brauer (mort en 1985), mathématicien allemand-américain.
- 11 avril : Paul Finsler (mort en 1970), mathématicien suisse.
- 15 juin : Nikolaï Tchebotariov (mort en 1947), mathématicien russo-soviétique.
- 28 juin : Einar Hille (mort en 1980), mathématicien américain.
- 17 juillet : Warren Weaver (mort en 1978), scientifique, mathématicien et administrateur de la recherche américain.
- 12 septembre : Dorothy Maud Wrinch (morte en 1976), mathématicienne et théoricienne en biochimie anglaise.
- 19 novembre : Heinz Hopf (mort en 1971), mathématicien allemand.
- 26 novembre : Norbert Wiener (mort en 1964), mathématicien américain, inventeur de la cybernétique.
- 16 décembre : Cataldo Agostinelli (mort en 1988), mathématicien italien.

## Décès
- 11 janvier : Wilhelm von Freeden (né en 1822), mathématicien allemand.
- 20 janvier : Helen Almira Shafer (née en 1839), mathématicienne américaine.
- 25 janvier : Emil Weyr (né en 1848), mathématicien austro-hongrois.
- 30 janvier : Moritz Stern (né en 1807), mathématicien allemand.
- 14 février : Eugène Charles Catalan (né en 1814), mathématicien franco-belge.
- 8 décembre : Pafnouti Tchebytchev (né en 1821), mathématicien russe.
- 18 décembre : Giuseppe Barilli (né en 1812), mathématicien et homme politique italien.
- 31 décembre : Thomas Joannes Stieltjes (né en 1856), mathématicien néerlandais.